# Heusden-Zolder
Heusden-Zolder là một đô thị ở tỉnh Limburg gần Hasselt. Tại thời điểm ngày 1 tháng 1 năm 2006,  Heusden-Zolder có tổng dân số 30.769 người. Tổng diện tích là 53.23 km² với mật độ dân số 578 người trên mỗi km².
Heusden-Zolder được lập ngày 1 tháng 1 năm 1977 từ việc sáp nhập các đô thị cũ Heusden và Zolder. Heusden gồm các giáo khu khu trung tâm Heusden, Berkenbos và Eversel. Zolder gồm trung tâm Zolder, Boekt, Viversel, Bolderberg và Lindeman.
Heusden-Zolder là nơi có gần 2000 dân di cư từ khắp thế giới.

## Cư dân nổi tiếng
- Evil Superstars, ban nhạc indie rock
- Regi Penxten, Milk Inc. và DJ